# Joaquín Ventura
Joaquín Ventura (ur. 27 października 1956) - były salwadorski piłkarz grający na pozycji pomocnika.

## Kariera klubowa
W czasie kariery piłkarskiej Joaquín Ventura występował w salwadorskich klubach C.D Santiagueño i Águila San Miguel. Nie osiągnął jednak z tymi klubami znaczących sukcesów.

## Kariera reprezentacyjna
Joaquín Ventura występował w reprezentacji Salwadoru w latach 1980–1982. W 1980 i 1981 uczestniczył w zakończonych sukcesem eliminacjach do Mistrzostw Świata 1982. Na Mundialu w Hiszpanii wystąpił we wszystkich trzech spotkaniach z Węgrami, Belgią i Argentyną.